# 사나트 나프트 아바단 FC
사나트 나프트 아바단 FC(페르시아어: باشگاه فوتبال صنعت نفت آبادان)는 아바단을 연고로 하는 이란의 축구단이다. 현재 아자데간 리그에 참가하고 있다.

## 선수 명단

### 현역
참고: FIFA 자격 규정에 따라 소속된 국가대표팀 국기를 표시합니다. 선수는 복수의 FIFA 비회원국 국적을 가지고 있을 수 있습니다.
| 번호 | 포지션 | 국적 | 이름 |
| ---- | ------ | ---- | ---- |

| 번호 | 포지션 | 국적 | 이름 |
| ---- | ------ | ---- | ---- |

## 역대 감독
| 감독              | 임기      |
| ----------------- | --------- |
| 조세 코스타       | 2011~2013 |
| 카를루스 마누엘   | 2014~2015 |
| 파울루 세르지우   | 2018~2019 |
| 드라간 스코치치   | 2019~2020 |
| 알리레자 만수리안 | 2021~2022 |

틀:사나트 나프트 아바단 FC 감독